# Радіонов Володимир Олександрович
Володи́мир Олекса́ндрович Радіо́нов (7 листопада 1988, м. Луганськ, УРСР — 14 лютого 2015, с. Широкине, Волноваський район, Донецька область, Україна) — український військовослужбовець, солдат Національної гвардії України, доброволець полку «Азов», псевдо «Чемпіон». Кавалер ордена «За мужність» III ступеня (посмертно).

## Життєпис
Виріс у Луганську. Належав до руху ультрас ФК «Зоря». З початком бойових дій на сході України серед перших пішов у добровольчий батальйон «Азов» (ППСМОП «Азов» МВС, надалі окремий загін СпП НГУ). Зарахований до 1-го гарматного розрахунку 1-го гаубичного артилерійського взводу 2-ї гаубичної артилерійської батареї артилерійського дивізіону окремого загону спеціального призначення «Азов» військової частини 3057 Східного ОТО Національної гвардії України. За словами побратимів, Володимир в «Азові» був командиром автовзводу.

## Обставини загибелі
Загинув 14 лютого 2015 року поблизу села Широкине Волноваського району Донецької області. Терористи спробували піти в прорив бронетехнікою в Широкиному. Завдяки густому туману до села зайшли танки та жива сила противника, працювала артилерія та міномети. «Азовці» відбили атаку. Розпочалось позиційне протистояння. До обіду терористи обстрілювали позиції українського підрозділу зі стрілецької зброї. Ближче до вечора «азовцям» вдалось евакуювати з Широкиного цивільних мешканців, які залишались у селі впродовж усього протистояння. У підсумку знищено майже сотню бойовиків та десять одиниць бронетехніки. Втрати «азовців» за два дні боїв — семеро загиблих бійців та близько 50 поранених. Під час бою Володимир Радіонов за кермом бронеавтомобіля «Спартан» рятував побратимів, виконуючи маневри, щоб відволікти ворога і вивести машину з лінії вогню. В Спартан «Чемпіона» влучив постріл ворожого танка. Загинув «азовець» одразу, від численних осколкових поранень.
Похований у с. Приколотне, Великобурлуцький район, Харківська область.

## Нагороди
Указом Президента України № 270/2015 від 15 травня 2015 року «за особисту мужність і високий професіоналізм, виявлені у захисті державного суверенітету та територіальної цілісності України, вірність військовій присязі» нагороджений орденом «За мужність» III ступеня (посмертно).